# Ferberite
La ferberite è un minerale, un tungstato di ferro, che fu scoperto nel 1863 nella Sierra Almagrera, in Spagna, e prende il nome del suo scopritore: Moritz Rudolph Ferber (1805-1875).
È il primo termine della serie isomorfa a miscibilità totale ferberite-hubnerite detta anche Wolframite (Fe, Mn)WO4 , dall’antico nome del tungsteno (W, wolframio).

## Abito cristallino
Cristalli lievemente tabulari a facce verticali striate, o prismatici, secondo il pinacoide [100]. A volte aciculari, raggiati o grossolani.
La Ferberite è inserita in una serie isomorfa di cristalli misti che ha come termini estremi la ferberite FeWO4 e la Hubnerite MnWO4.

## Origine e giacitura
Le zone di ritrovamento: Panasqueira in Portogallo, Zinnwald in Germania, Pasto Bueno e Mundo Nuevo in Perù, Tong Wha e Taehwa in Corea, a Boulder Country in Colorado (U.S.A.), nella Cina meridionale (Nan ling) e Yaogangxian nello Hunan.
In Italia è rara; è stata segnalata a Traversella e nelle miniere della Sardegna.

## Forma in cui si presenta in natura
Si ritrova nei graniti, nelle pegmatiti, nei filoni pneumatolitici (greisen) e idrotermali.
Si presenta associata a tormalina, cassiterite, topazio, quarzo, miche litifere, fluorite, apatite, arsenopirite e molibnedite. Nelle vene idrotermali si rinviene associata a pirite e pirrotite.

## Usi
Minerale utile per l’estrazione del ferro e del tungsteno (acciai speciali), filamento delle vecchie lampadine elettriche, attrezzi di perforazione, ma anche di interesse scientifico e collezionistico.